# Ligne du Maglev de l'aéroport d'Incheon

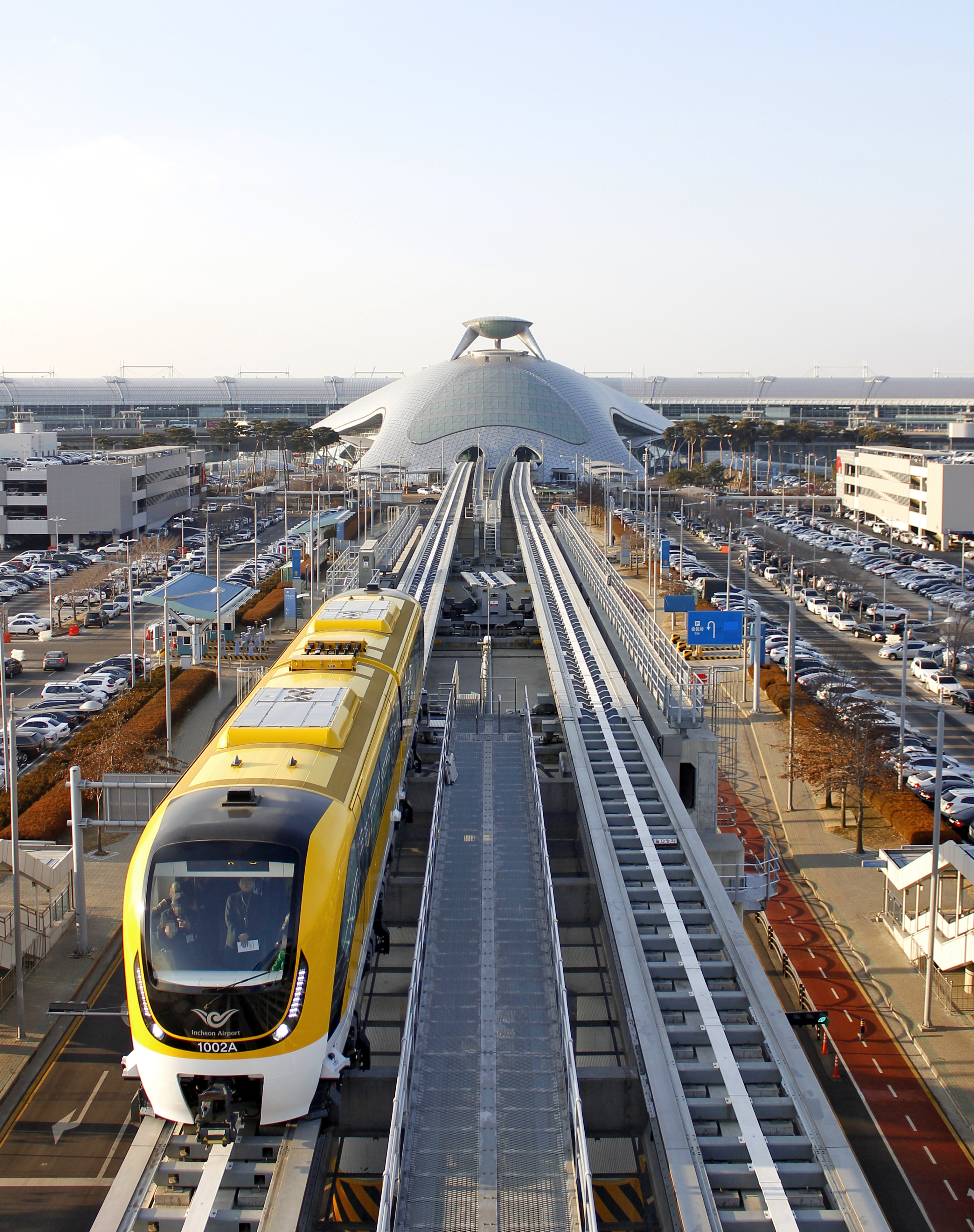
ligne Maglev et terminal

La ligne du Maglev de l'aéroport d'Incheon (coréen : 인천공항 자기부상철도 ; Hanja : 仁川空港 磁氣浮上鐵道, romanisation : Incheon-gonghang jagi-busang-cheoldo) est la ligne d'un train à sustentation magnétique de type Maglev, situé à l'aéroport international d'Incheon, en Corée du Sud et ouverte à l'exploitation le 3 février 2016. Son exploitation est interrompue depuis juillet 2022 pour cause de travaux de maintenance. Sa réouverture ne devrait pas intervenir avant fin juillet 2023.  

## Stations
Le Maglev dessert six stations sur 6,1 km entre Yongyu et le terminal 1 de l'aéroport.